# Fondation Gala-Salvador Dalí
La Fondation Gala-Salvador Dalí est une institution culturelle privée espagnole. Elle a pour objectif de promouvoir l'œuvre artistique, culturelle et intellectuelle de Salvador Dalí. Elle assure la gestion de quatre musées.

## Historique
Elle est créée le 23 décembre 1983 au château de Púbol (à 40 km de Figueras), à la demande expresse de Salvador Dalí. Dès sa création, la Fondation est présidée et dirigée par Dalí lui-même. À la mort de celui-ci, le 23 janvier 1989, une période de transition s'ouvre et ne prend fin qu'en 1991, quand Ramon Boixadós Malé est élu nouveau président par le conseil d'administration de la Fondation. 

## Musées
- Le théâtre-musée Dalí et l'espace Dalí·Bijoux à Figueras,
- La maison-musée Salvador Dalí à Portlligat,
- La maison-musée château Gala Dalí à Púbol.

## Organisation
La Fondation est dirigée par un conseil d'administration de vingt-et-un membres dont douze sont nommés à vie et les neuf autres sont des représentants d'institutions publiques comme l'État espagnol, la Généralité de Catalogne et les villes de Figueras et Cadaqués.

### Présidents
| 1983-1989   | Salvador Dalí       |
| 1989-1991   | vacant              |
| 1991-2017   | Ramon Boixadós Malé |
| Depuis 2017 | Jordi Mercader Miró |

### Directeurs des musées
| 1989-2015   | Antoni Pitxot |
| Depuis 2015 | Montse Aguer  |